# Till Death
Till Death (prt: Até à Morte; bra: Até a Morte - Sobreviver É a Melhor Vingança) é um filme de suspense e ação dirigido por S.K. Dale em sua estreia na direção. É estrelado por Megan Fox, Callan Mulvey, Eoin Macken, Aml Ameen e Jack Roth. Foi lançado simultaneamente nos cinemas e em VOD pela Screen Media Films em 2 de julho de 2021 nos Estados Unidos.
No Brasil, foi lançado nos cinemas pela PlayArte/California Filmes  em 9 de junho de 2022.
O longa foi recebido com críticas geralmente favoráveis, com destaques para o desempenho de Megan Fox e a direção de S.K. Dale.

## Sinopse
Após dormir durante uma viagem a um local remoto, Ema acorda acorrentada ao corpo do marido morto e tem a casa invadida por pessoas estranhas.

## Elenco
- Megan Fox - Emma
- Callan Mulvey - Bobby Ray
- Eoin Macken - Mark
- Aml Ameen - Tom
- Jack Roth - Jimmy

## Produção
Em fevereiro de 2020, foi anunciado que Megan Fox havia se juntado ao elenco do filme, com S.K. Dale dirigindo um roteiro de Jason Carvey. Em agosto de 2020, Callan Mulvey, Eoin Macken, Aml Ameen e Jack Roth se juntaram ao elenco do filme. A gravação do filme começou em agosto de 2020, em Sofia, Bulgária. A produção foi previamente programada para começar em março de 2020, mas foi adiada devido à pandemia COVID-19. Ao longo de 4-5 semanas, Megan Fox realmente arrastou Eoin Macken pelo chão em todas cenas, e devido a diferença do fuso horário dos Estados Unidos para a Bulgária, dormia apenas 2 ou 3 horas por dia.

## Lançamento
Em maio de 2021, a Screen Media Films adquiriu os direitos de distribuição do filme. Foi lançado nos Estados Unidos nos cinemas e em VOD em 2 de julho de 2021.
De acordo com a pesquisa feita no PostVOD (da Screen Engine) que foi divulgada no início de julho de 2021, Till Death foi apontado como um dos filmes de baixo orçamento com maior tendência a ser assistido pelo público em VOD, ficando em segundo lugar.
Os direitos de distribuição no Brasil (e na América Latina) foram comprados pela California Filmes, e em Portugal, pelo Cinemas NOS/Lusomundo.
Jacob Oller da Paste Magazine listou o trailer do filme como um dos melhores da semana em junho de 2021.

## Recepção
No agregador de críticas Rotten Tomatoes, que categoriza as opiniões apenas como positivas ou negativas, o filme tem um índice de aprovação de 90% calculado com base em 39 comentários dos críticos. Por comparação, com as mesmas opiniões sendo calculadas usando uma média aritmética ponderada, a nota é 6,70/10 que é seguida do consenso: "Elevado pela direção inventiva de SK Dale e pelo desempenho comprometido de Megan Fox, Till Death separará o espectador de tudo, exceto a borda de seu assento." Já no agregador Metacritic, que calcula as notas usando somente uma média aritmética ponderada a partir das avaliações de 6 críticos que escrevem em maioria para a imprensa tradicional, o filme tem uma pontuação de 66 entre 100, com a indicação de "revisões geralmente favoráveis".
Waldemar Dalenogare disse que o filme funciona por causa da Megan Fox e disse esperar que por causa da "repercussão positiva ela procure papéis melhores (...) [Este] é um filme interessante para quem gosta de suspense".
Escrevendo para o The New York Times,
Beatrice Loayza disse que "esta brincadeira direta concentra sua atenção em sua rainha do grito astuta e objetiva. E o que [Megan] Fox não tem em proezas dramáticas, ela compensa em magnetismo puro e perverso." Em sua crítica para a Variety, Manuel Betancourt disse que "mesmo com as voltas e reviravoltas cada vez mais absurdas ... A direção de [S.K.] Dale e o compromisso de [Megan] Fox contribuem muito para fazer de Till Death uma brincadeira brilhante e divertida."
O desempenho de Fox foi apontado positivamente por críticos online, incluindo Scott Weinberg (Thrillist), que admirou o "desempenho muito forte de Megan Fox"; Julian Roman (MovieWeb), que disse que ela "oferece o melhor desempenho de sua carreira"; Chad Collins (Dread Central), que disse que "Megan Fox é sempre uma estrela do terror bem-vinda, uma rainha do grito contemporânea com mais coragem e grunge do que a maioria, e ela é tão boa aqui como sempre foi"; Amanda, the Jedi, que disse que é "Simples, mas eficaz, Megan Fox é um deleite absoluto neste thriller"; Lee McCoy (DrumDums), que disse: "É um retorno bem-vindo ao terror para Megan Fox depois de 11 anos desde o clássico cult Jennifer's Body".
Resenhas desfavoráveis vieram de Matt Cipolla (The Film Stage), que chamou de "artificial"; Molly Adams (In Review Online) que criticou a falta de definição do gênero no filme; e Stephanie Archer (Film Inquiry), que chamou de "Lento e chato".
Em uma avaliação positiva para o Common Sense Media, Jeffrey M. Anderson disse que "após um início instável, este terror/suspense tenso e vicioso ganha vida com um senso sombrio de lógica, uma representação angustiante de abuso mental e emocional e a força ilimitada de uma mulher (...) em última análise, faz mais sentido do que qualquer Saw e suas relações com armadilhas mortais". Julia Roman do MovieWeb chamou a estreia de SK Dale de "brilhante": "Ele acerta os aspectos hitchcockianos da narrativa." Tomris Laffly, em sua crítica para RogerEbert.com avaliou o filme como "não exigente, um pouco bobo, mas ao mesmo tempo uma experiência totalmente envolvente e com um ritmo elegante."
Posteriormente, Scott Weinberg listou como um dos melhores filmes de terror em julho de 2021 na Thrillist.